# Anna Maria di Sassonia
Anna Maria di Sassonia (nome completo Anna Maria Maximiliane Stephania Karoline Johanna Luisa Xaveria Nepomucena Aloysia Benedicta von Wettin; Dresda, 4 gennaio 1836 – Napoli, 10 febbraio 1859) fu la prima moglie di Ferdinando IV di Toscana, ma morì prima che il marito diventasse granduca.

## Famiglia d'origine
La principessa Anna Maria era figlia del re Giovanni di Sassonia e della principessa Amalia Augusta di Baviera. I suoi nonni paterni erano Massimiliano di Sassonia e Carolina di Borbone-Parma, mentre i suoi nonni materni erano Massimiliano I Giuseppe di Baviera e Carolina di Baden. Attraverso la nonna Carolina di Borbone, Anna Maria discendeva dall'imperatrice Maria Teresa d'Austria.
Due suoi fratelli, Alberto e Giorgio, furono re di Sassonia; sua sorella Elisabetta divenne duchessa di Genova in virtù del suo matrimonio con Ferdinando di Savoia-Genova; la minore delle sorelle, Sofia, sposò Carlo Teodoro in Baviera.
Anna Maria, attraverso la madre, era cugina di primo grado dell'imperatrice d'Austria Elisabetta di Baviera e della regina delle Due Sicilie Maria Sofia di Baviera, figlie di Ludovica di Baviera, e dell'imperatore Francesco Giuseppe I d'Austria, figlio di Sofia di Baviera: Ludovica e Sofia, come Amalia Augusta, erano figlie di Massimiliano I di Baviera.

## Matrimonio
All'età di vent'anni, il 24 novembre 1856, sposò a Dresda il gran principe di Toscana Ferdinando, figlio del granduca Leopoldo II di Toscana e della principessa Maria Antonietta di Borbone. Già diverse principesse sassoni della sua famiglia avevano contratto matrimonio con la casa toscana degli Asburgo-Lorena: sua zia Maria Anna Carolina aveva sposato nel 1817 Leopoldo II, che in seguito alla sua morte si risposò con la principessa Maria Antonietta; un'altra sua zia, Maria Ferdinanda, aveva sposato nel 1821 Ferdinando III di Toscana, vedovo di Luisa Maria Amalia di Borbone-Napoli, la madre di Leopoldo II.
Anna Maria e Ferdinando ebbero una sola figlia, Maria Antonietta, nata a Firenze il 10 gennaio 1858. La principessa rimase nuovamente incinta, ma durante un viaggio a Napoli, il 6 febbraio 1859, abortì a causa di febbre tifoide. Pochi giorni dopo Anna Maria si spense, il 10 febbraio, all'età di ventitré anni. Il 17 marzo fu solennemente sepolta nella basilica di San Lorenzo a Firenze, mentre a Napoli si trova il suo cuore nella cripta dei principi Borboni nella basilica di Santa Chiara.
Poco dopo la sua morte i moti rivoluzionari di Firenze costrinsero alla fuga i Lorena: Ferdinando divenne granduca il 21 luglio 1859 all'abdicazione del padre Leopoldo. Nove anni dopo, in esilio, Ferdinando si risposò con la principessa Alice di Borbone-Parma, dalla quale ebbe dieci figli.

## Discendenza
Anna Maria di Sassonia e Ferdinando di Toscana ebbero una figlia:
- Maria Antonietta Leopolda Annunziata Anna Amalia Giuseppa Giovanna Immacolata Tecla (Firenze, 10 gennaio 1858- Cannes, 13 aprile 1883), di cagionevole salute, fu cresciuta dalla nonna Maria Antonietta di Borbone.

Una storia non documentata racconta di un suo presunto matrimonio segreto con l'arciduca Rodolfo d'Asburgo-Lorena, dal quale avrebbe avuto un figlio, ma non ci sono prove in merito.

## Titoli e trattamento
- 4 gennaio 1836 – 24 novembre 1856: Sua Altezza Reale Principessa Anna di Sassonia, Duchessa di Sassonia
- 24 novembre 1856 – 10 febbraio 1859: Sua Altezza Imperiale e Reale La Gran Principessa di Toscana, Arciduchessa e Principessa Imperiale d'Austria, Principessa Reale d'Ungheria e Boemia, Principessa e Duchessa di Sassonia

## Ascendenza
|                                    |                                            |                                          | Genitori                                        |  |  | Nonni |  |  | Bisnonni                       |  |  | Trisnonni              |  |
|                                    |                                            |                                          |                                                 |  |  |       |  |  | Federico Cristiano di Sassonia |  |  | Augusto III di Polonia |  |
|                                    |                                            |                                          |                                                 |  |  |       |  |  | Federico Cristiano di Sassonia |  |  | Augusto III di Polonia |  |
|                                    |                                            | Maria Giuseppa d'Austria                 |                                                 |  |  |       |  |  | Federico Cristiano di Sassonia |  |  |                        |  |
| Massimiliano di Sassonia           |                                            |                                          |                                                 |  |  |       |  |  | Federico Cristiano di Sassonia |  |  |                        |  |
|                                    |                                            | Maria Antonia di Baviera                 | Carlo VII di Baviera                            |  |  |       |  |  |                                |  |  |                        |  |
|                                    |                                            | Maria Antonia di Baviera                 | Carlo VII di Baviera                            |  |  |       |  |  |                                |  |  |                        |  |
|                                    |                                            | Maria Antonia di Baviera                 | Maria Amalia d'Asburgo                          |  |  |       |  |  |                                |  |  |                        |  |
| Giovanni di Sassonia               |                                            | Maria Antonia di Baviera                 |                                                 |  |  |       |  |  |                                |  |  |                        |  |
|                                    |                                            | Ferdinando I di Parma                    | Filippo I di Parma                              |  |  |       |  |  |                                |  |  |                        |  |
|                                    |                                            | Ferdinando I di Parma                    | Filippo I di Parma                              |  |  |       |  |  |                                |  |  |                        |  |
|                                    |                                            | Ferdinando I di Parma                    | Luisa Elisabetta di Borbone-Francia             |  |  |       |  |  |                                |  |  |                        |  |
| Carolina di Borbone-Parma          |                                            | Ferdinando I di Parma                    |                                                 |  |  |       |  |  |                                |  |  |                        |  |
|                                    |                                            | Maria Amalia d'Asburgo-Lorena            | Francesco I di Lorena                           |  |  |       |  |  |                                |  |  |                        |  |
|                                    |                                            | Maria Amalia d'Asburgo-Lorena            | Francesco I di Lorena                           |  |  |       |  |  |                                |  |  |                        |  |
|                                    |                                            | Maria Amalia d'Asburgo-Lorena            | Maria Teresa d'Austria                          |  |  |       |  |  |                                |  |  |                        |  |
| Anna Maria di Sassonia             |                                            | Maria Amalia d'Asburgo-Lorena            |                                                 |  |  |       |  |  |                                |  |  |                        |  |
|                                    | Federico Michele di Zweibrücken-Birkenfeld | Cristiano III del Palatinato-Zweibrücken |                                                 |  |  |       |  |  |                                |  |  |                        |  |
|                                    | Federico Michele di Zweibrücken-Birkenfeld | Cristiano III del Palatinato-Zweibrücken |                                                 |  |  |       |  |  |                                |  |  |                        |  |
|                                    | Federico Michele di Zweibrücken-Birkenfeld | Carolina di Nassau-Saarbrücken           |                                                 |  |  |       |  |  |                                |  |  |                        |  |
| Massimiliano I Giuseppe di Baviera | Federico Michele di Zweibrücken-Birkenfeld |                                          |                                                 |  |  |       |  |  |                                |  |  |                        |  |
|                                    |                                            | Maria Francesca del Palatinato-Sulzbach  | Giuseppe Carlo del Palatinato-Sulzbach          |  |  |       |  |  |                                |  |  |                        |  |
|                                    |                                            | Maria Francesca del Palatinato-Sulzbach  | Giuseppe Carlo del Palatinato-Sulzbach          |  |  |       |  |  |                                |  |  |                        |  |
|                                    |                                            | Maria Francesca del Palatinato-Sulzbach  | Elisabetta Augusta Sofia del Palatinato-Neuburg |  |  |       |  |  |                                |  |  |                        |  |
| Amalia Augusta di Baviera          |                                            | Maria Francesca del Palatinato-Sulzbach  |                                                 |  |  |       |  |  |                                |  |  |                        |  |
|                                    |                                            | Carlo Luigi di Baden                     | Carlo Federico di Baden                         |  |  |       |  |  |                                |  |  |                        |  |
|                                    |                                            | Carlo Luigi di Baden                     | Carlo Federico di Baden                         |  |  |       |  |  |                                |  |  |                        |  |
|                                    |                                            | Carlo Luigi di Baden                     | Carolina Luisa d'Assia-Darmstadt                |  |  |       |  |  |                                |  |  |                        |  |
| Carolina di Baden                  |                                            | Carlo Luigi di Baden                     |                                                 |  |  |       |  |  |                                |  |  |                        |  |
|                                    |                                            | Amalia d'Assia-Darmstadt                 | Luigi IX d'Assia-Darmstadt                      |  |  |       |  |  |                                |  |  |                        |  |
|                                    |                                            | Amalia d'Assia-Darmstadt                 | Luigi IX d'Assia-Darmstadt                      |  |  |       |  |  |                                |  |  |                        |  |
|                                    |                                            | Amalia d'Assia-Darmstadt                 | Carolina del Palatinato-Zweibrücken-Birkenfeld  |  |  |       |  |  |                                |  |  |                        |  |
|                                    |                                            | Amalia d'Assia-Darmstadt                 |                                                 |  |  |       |  |  |                                |  |  |                        |  |